# Mauritanides
Les Mauritanides sont une chaîne de montagnes située dans le Sud de la Mauritanie, aux confins du Sénégal.